# Europees kampioenschap waterpolo vrouwen 2001
Het 9de Europees kampioenschap waterpolo voor vrouwen vond plaats van 16 juni tot 23 juni 2001 in Boedapest, Hongarije. Acht landenteams namen deel aan het toernooi.

## Voorronde

### Groep A
| Datum   | Land        | Land        | Uitslag |
| ------- | ----------- | ----------- | ------- |
| 16 juni | Rusland     | Griekenland | 7-6     |
| 16 juni | Duitsland   | Italië      | 7-9     |
| 17 juni | Griekenland | Italië      | 3-5     |
| 17 juni | Rusland     | Duitsland   | 14-5    |
| 18 juni | Griekenland | Duitsland   | 8-7     |
| 18 juni | Italië      | Rusland     | 7-6     |

| Groep A |             |             |             |             |             |            |            |            |        |
| #       | Land        | Wedstrijden | Wedstrijden | Wedstrijden | Wedstrijden | Doelpunten | Doelpunten | Doelpunten | Punten |
| #       | Land        | G           | W           | G           | V           | V          | T          | Saldo      | Punten |
| 1       | Italië      | 3           | 3           | 0           | 0           | 21         | 16         | 5          | 6      |
| 2       | Rusland     | 3           | 2           | 0           | 1           | 27         | 18         | 9          | 4      |
| 3       | Griekenland | 3           | 1           | 0           | 2           | 17         | 19         | -2         | 2      |
| 4       | Duitsland   | 3           | 0           | 0           | 3           | 19         | 31         | -12        | 0      |

### Groep B
| Datum   | Land      | Land      | Uitslag |
| ------- | --------- | --------- | ------- |
| 16 juni | Frankrijk | Nederland | 2-10    |
| 16 juni | Spanje    | Hongarije | 4-14    |
| 17 juni | Nederland | Hongarije | 12-12   |
| 17 juni | Frankrijk | Spanje    | 5-9     |
| 18 juni | Spanje    | Nederland | 6-7     |
| 18 juni | Hongarije | Frankrijk | 12-3    |

| Groep A |           |             |             |             |             |            |            |            |        |
| #       | Land      | Wedstrijden | Wedstrijden | Wedstrijden | Wedstrijden | Doelpunten | Doelpunten | Doelpunten | Punten |
| #       | Land      | G           | W           | G           | V           | V          | T          | Saldo      | Punten |
| 1       | Hongarije | 3           | 2           | 1           | 0           | 38         | 19         | 19         | 7      |
| 2       | Nederland | 3           | 2           | 1           | 0           | 29         | 20         | 9          | 7      |
| 3       | Spanje    | 3           | 1           | 0           | 2           | 19         | 26         | -7         | 3      |
| 4       | Frankrijk | 3           | 0           | 0           | 3           | 10         | 31         | -21        | 0      |

## Kwartfinales
| Datum   | Land        | Land      | Uitslag |
| ------- | ----------- | --------- | ------- |
| 19 juni | Griekenland | Nederland | 7-5     |
| 19 juni | Rusland     | Spanje    | 11-5    |

## Halve finales
| Datum   | Land      | Land        | Uitslag |
| ------- | --------- | ----------- | ------- |
| 21 juni | Hongarije | Rusland     | 7-6     |
| 21 juni | Italië    | Griekenland | 7-1     |

## Plaatsingsronde

### 7e/8e plaats
| Datum   | Land      | Land      | Uitslag |
| ------- | --------- | --------- | ------- |
| 19 juni | Duitsland | Frankrijk | 7-6     |

### 5e/6e plaats
| Datum   | Land   | Land      | Uitslag |
| ------- | ------ | --------- | ------- |
| 21 juni | Spanje | Nederland | 9-10    |

## Troostfinale
| Datum   | Land        | Land    | Uitslag |
| ------- | ----------- | ------- | ------- |
| 23 juni | Griekenland | Rusland | 5-8     |

## Finale
| Datum   | Land      | Land   | Uitslag | Periode           |
| ------- | --------- | ------ | ------- | ----------------- |
| 23 juni | Hongarije | Italië | 10-8    | (2-1,3-1,3-4,2-2) |

## Eindrangschikking
| Goud   | Hongarije   |
| Zilver | Italië      |
| Brons  | Rusland     |
| 4      | Griekenland |
| 5      | Nederland   |
| 6      | Spanje      |
| 7      | Duitsland   |
| 8      | Frankrijk   |

| Europees kampioen 2001 · Hongarije · 2e titel Selectie: Katalin Dancsa, Rita Drávucz, Anett Györe, Anikó Pelle, Ágnes Primász, Katalin Rédei, Edit Sipos, Ildikó Sós, Mercédesz Stieber, Brigitta Szép, Krisztina Szremkó, Zsuzsanna Tiba, Andrea Tóth, Ágnes Valkay en Erzsébet Valkay. · Bondscoach: Tamás Faragó. |

Europees kampioenschap waterpolo mannen

1926 · 
1927 · 
1931 · 
1934 · 
1938 · 
1947 · 
1950 · 
1954 · 
1958 · 
1962 · 
1966 · 
1970 · 
1974 · 
1977 · 
1981 · 
1983 · 
1985 · 
1987 · 
1989 · 
1991 · 
1993 · 
1995 · 
1997 · 
1999 · 
2001 · 
2003 · 
2006 · 
2008 · 
2010 · 
2012 · 
2014 · 
2016 · 
2018 · 
2020 · 
2022 · 
2024
Europees kampioenschap waterpolo vrouwen

1985 · 
1987 · 
1989 · 
1991 · 
1993 · 
1995 · 
1997 · 
1999 · 
2001 · 
2003 · 
2006 · 
2008 · 
2010 · 
2012 · 
2014 · 
2016 · 
2018 · 
2020 · 
2022 · 
2024